# 25 (album)
„25” este cel de-al treilea album de studio înregistrat de cantautoarea britanică Adele. Acesta a fost lansat pe data de 20 noiembrie 2015, prin intermediul casei de discuri XL Recordings.

## Lista pieselor
| Ediția standard |                                    |                                                           |                      |         |  |
| Nr.             | Titlu                              | Autor(i)                                                  | Producător(i)        | Lungime |  |
| 1.              | „Hello”                            | Adele Adkins Greg Kurstin                                 | Kurstin              | 4:55    |  |
| 2.              | „Send My Love (To Your New Lover)” | Adkins Max Martin Shellback                               | Max Martin Shellback | 3:43    |  |
| 3.              | „I Miss You”                       | Adkins Paul Epworth                                       | Epworth              | 5:49    |  |
| 4.              | „When We Were Young”               | Adkins Tobias Jesso, Jr.                                  | Ariel Rechtshaid     | 4:51    |  |
| 5.              | „Remedy”                           | Adkins Ryan Tedder                                        | Tedder               | 4:05    |  |
| 6.              | „Water Under the Bridge”           | Adkins Kurstin                                            | Kurstin              | 4:00    |  |
| 7.              | „River Lea”                        | Adkins Brian Burton                                       | Danger Mouse         | 3:45    |  |
| 8.              | „Love in the Dark”                 | Adkins Samuel Dixon                                       | Dixon                | 4:46    |  |
| 9.              | „Million Years Ago”                | Adkins Kurstin                                            | Kurstin              | 3:47    |  |
| 10.             | „All I Ask”                        | Adkins Bruno Mars Philip Lawrence Christopher Brody Brown | The Smeezingtons     | 4:32    |  |
| 11.             | „Sweetest Devotion”                | Adkins Epworth                                            | Epworth              | 4:12    |  |
| Lungime totală: | Lungime totală:                    | Lungime totală:                                           | Lungime totală:      | 48:25   |  |

| Target și piesele bonus disponibile pentru Japonia |                      |                    |                              |         |  |
| Nr.                                                | Titlu                | Autor(i)           | Producător(i)                | Lungime |  |
| 12.                                                | „Can't Let Go”       | Adkins Linda Perry | Perry                        | 3:18    |  |
| 13.                                                | „Lay Me Down”        | Adkins Jesso, Jr.  | Mark Ronson Lil Silva (add.) | 4:30    |  |
| 14.                                                | „Why Do You Love Me” | Adkins Rick Nowels | Rechtshaid                   | 3:59    |  |
| Lungime totală:                                    | Lungime totală:      | Lungime totală:    | Lungime totală:              | 60:12   |  |

## Istoricul lansărilor
| Țară                       | Dată              | Editițile | Format(uri)                  | Casă de discuri | Cat.     | Ref.  |
| -------------------------- | ----------------- | --------- | ---------------------------- | --------------- | -------- | ----- |
| La nivel mondial           | 20 noiembrie 2015 | Standard  | CD Descărcare digitală vinil | XL Columbia     | XLCD740  | [ 4 ] |
| Statele Unite ale Americii | 20 noiembrie 2015 | Deluxe    | CD                           | XL Columbia     | 50281802 | [ 2 ] |
| Japonia                    | 20 noiembrie 2015 | Deluxe    | CD                           | Universal Music | BGJ-5252 | [ 5 ] |